# Турецкая железная дорога
Турецкая государственная железная дорога (тур. Türkiye Cumhuriyeti Devlet Demiryolları) (TCDD) — национальный железнодорожный оператор Турции.

## Общие сведения
Турецкая государственная железная дорога (TCDD) основана 1 июня 1927 года.
Правительство Турции приняло на себя управление существовавшими в то время железнодорожными магистралями в границах Турецкой республики, появившейся после распада Османской империи, а также начало строительство новых железнодорожных линий в стране.
Является государственной компанией. Штаб-квартира расположена в Анкаре.
TCDD владеет и управляет всеми государственными железными дорогами Турции, обслуживает большинство поездов Турции, в том числе пассажирские, межрегиональные и грузовые. 
На 2008 год компании принадлежало 10 991 км железнодорожных линий, что ставило её на 22-е место в рейтинге крупнейших железнодорожных систем мира. 
В 2009 году TCDD было перевезено 17 105 353 тонн грузов и 7 118 699 пассажиров, что позволило ей занять 33-е место среди крупнейших пассажирских железнодорожных компаний мира. 
По состоянию на 2009 год в TCDD работало 25 593 человек.
Турецкая государственная железная дорога владеет акциями ряда других железнодорожных компаний и компаний, занимающихся обслуживанием на железнодорожном транспорте. Ей принадлежит 50 % акций İZBAN, железнодорожного оператора пригородных электричек в Измире. 
С 1994 года TCDD является членом InterRail.

## Галерея

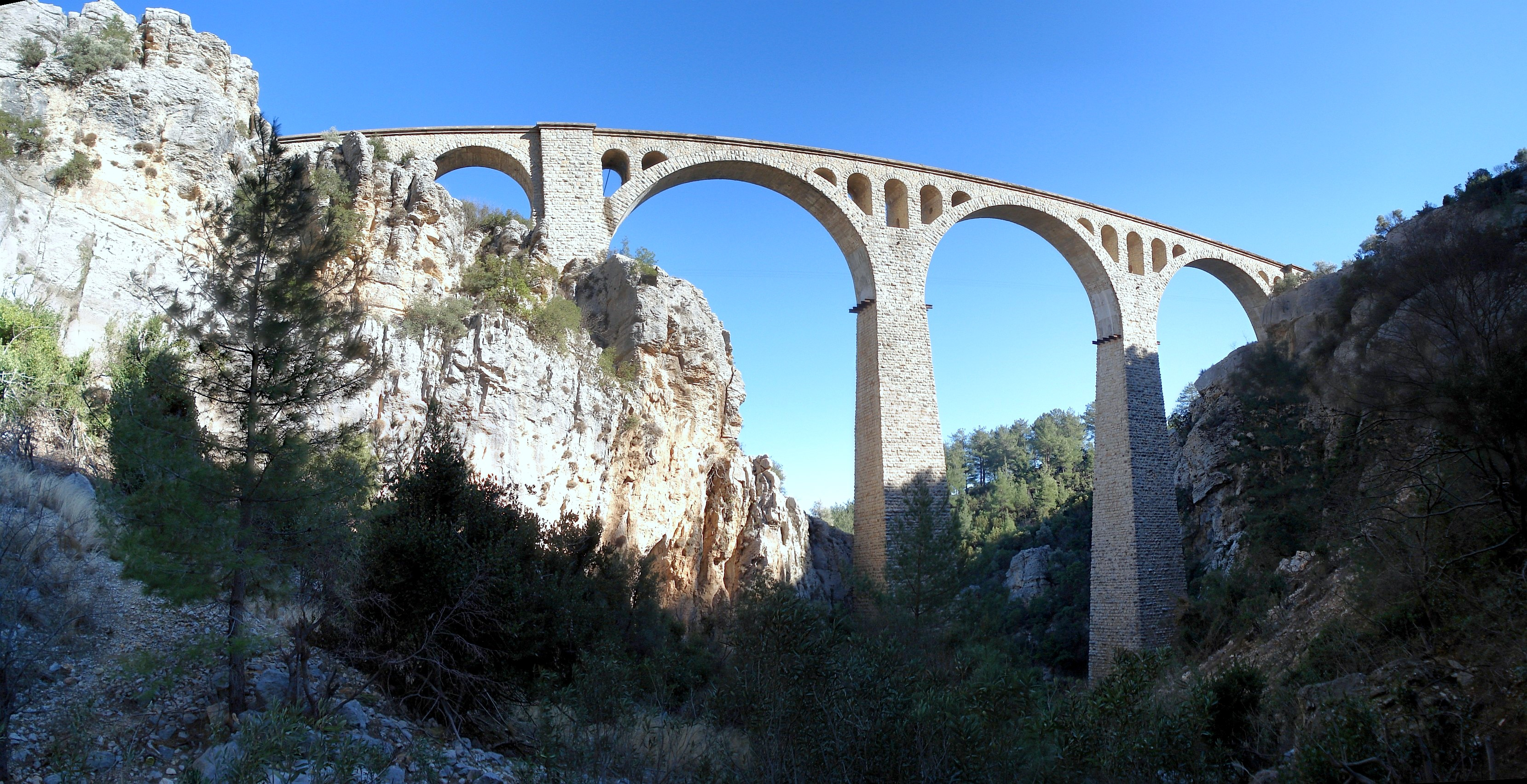
Виадук Варда[англ.] в Таврских горах
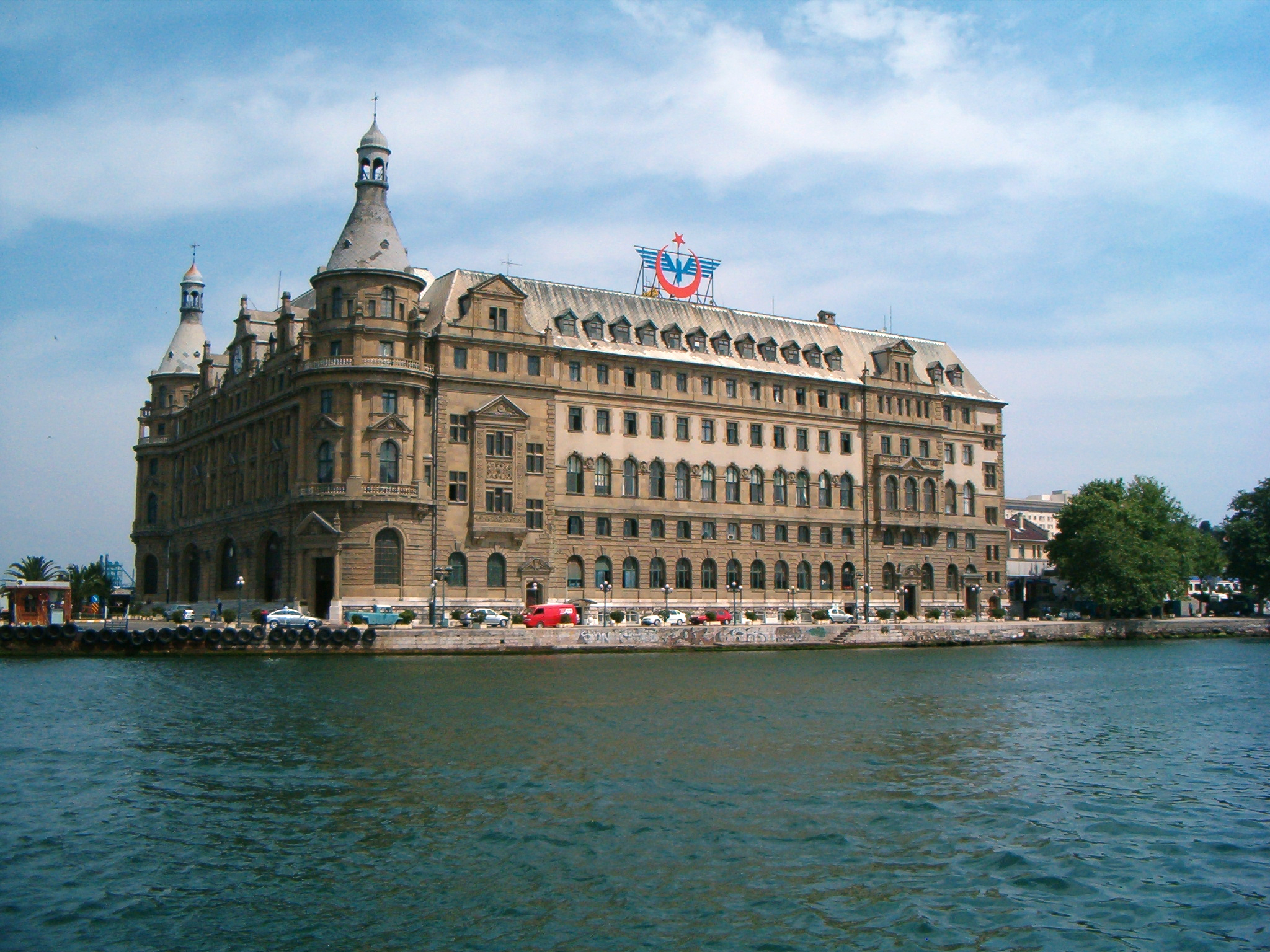
Вокзал Хайдарпаша
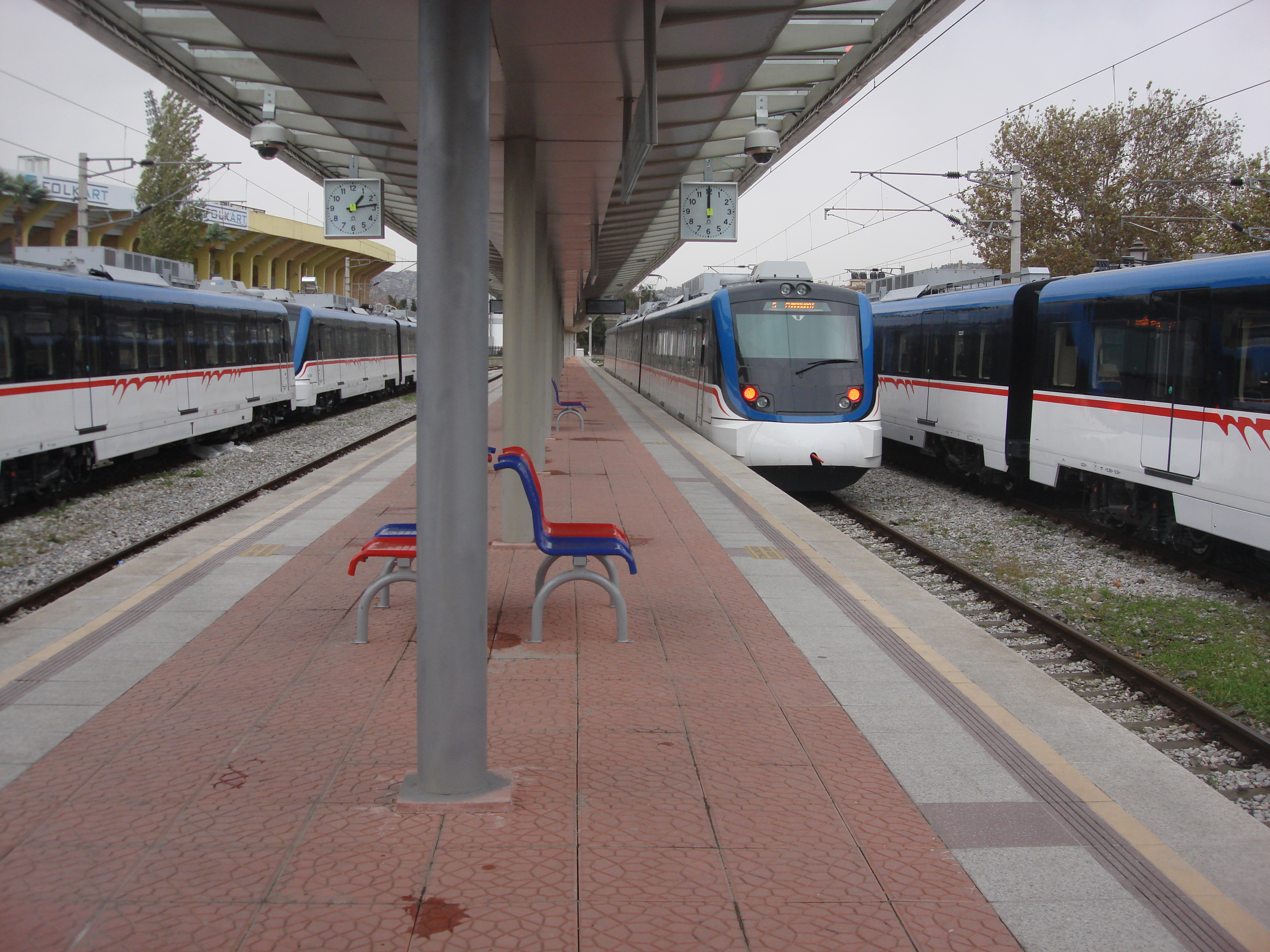
Электрички İZBAN на станции Алсанджак[англ.]
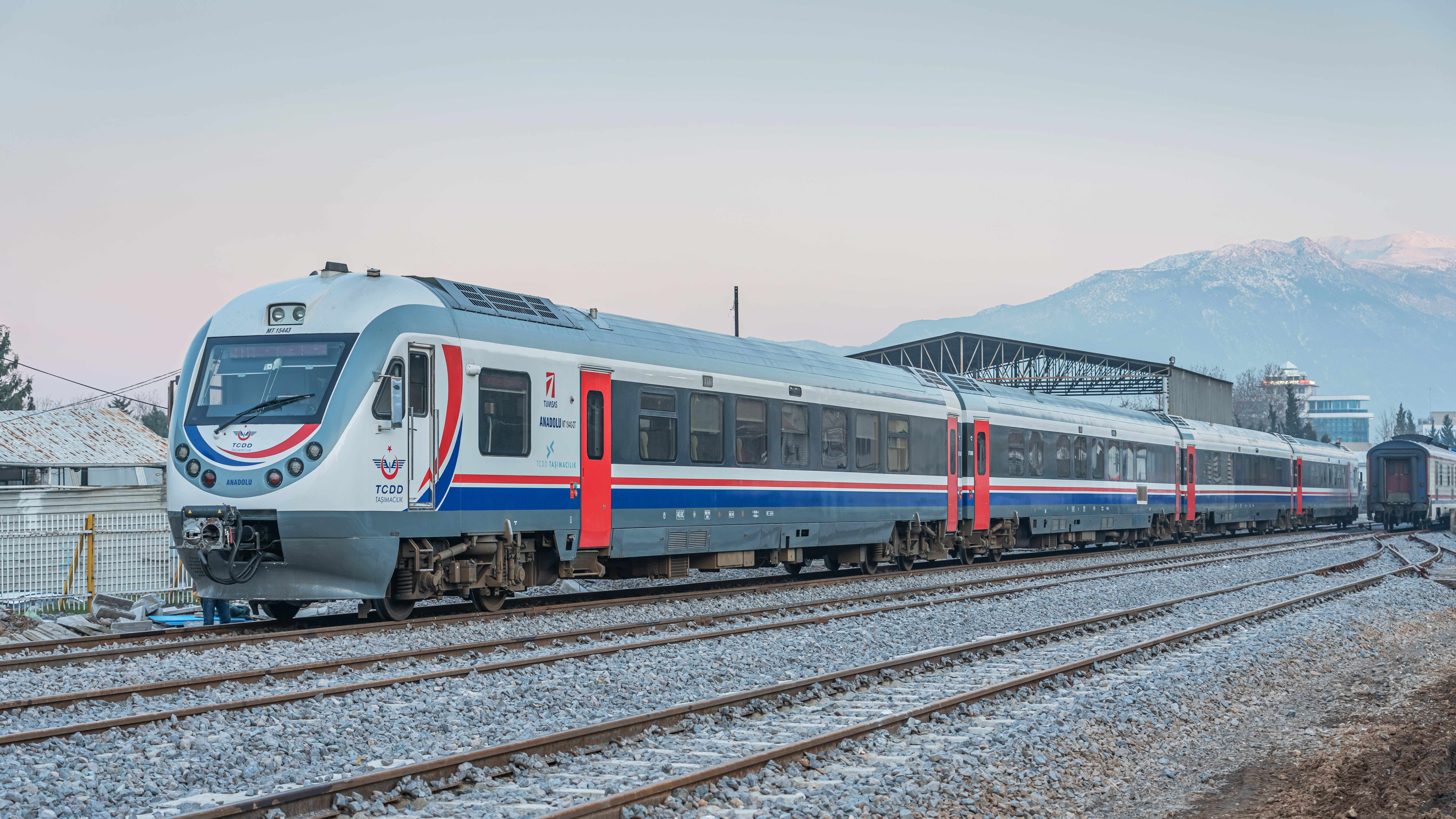
Дизель-поезд в Денизли